# Jane Placide
Jane Placide (* 1804; † 16. Mai 1835) war eine US-amerikanische Schauspielerin.

## Leben
Jane Placides Eltern waren 1792 in die USA eingewandert. Ihre Mutter war Sängerin, ihr Vater Alexandre Placide wurde in Charleston Theatermanager. Jane Placide hatte drei Geschwister; Caroline, Henry und Thomas. Alle vier Kinder wurden bekannte Schauspieler, wobei allerdings z. T. unklar ist, welcher Künstlernamen sie sich später bedienten.
Alexandre Placides Theater wurde bei einem Brand zerstört. Offenbar war auch die Truppe dezimiert worden, denn Placide hatte über einen Agenten in England neue Schauspieler anwerben lassen, darunter den jungen James H. Caldwell. Dieser traf 1816 in Charleston ein, wo er allerdings nicht lange blieb: Vier Jahre später ließ er sich in New Orleans nieder. Es wurde ihm ein Sohn geboren, der nach William Shakespeare benannt wurde; ob Caldwell mit der Mutter des Kindes verheiratet war, ist unklar. Caldwell wurde Theatermanager und traf in dieser Eigenschaft Jane Placide wieder. Diese war ab 1823 ein Mitglied der Truppe des Théâtre d’Orléans.
Angeblich forderte Edwin Forrest, der sich in Jane Placide verliebt hatte, Caldwell zu einem Duell, nachdem er festgestellt hatte, dass dieser der Liebhaber der jungen Schauspielerin war.
Caldwell, der nicht nur auf dem Gebiet des Theaters aktiv war, fasste den Entschluss, für New Orleans eine Gasbeleuchtung einzuführen. Auf einer Reise nach England, die er, um Unterstützer zu gewinnen, 1834 unternahm, begleitete ihn Jane Placide, die dann am Covent Garden Theatre ihr Debüt hatte.
Nach ihrem frühen Tod wählte Caldwell Verse von Barry Cornwall als Grabinschrift aus. Jane Placide wurde auf dem Girod Cemetery bestattet. Als dieser Friedhof in den 1950er Jahren aufgelöst wurde, wurden ihre sterblichen Überreste ins Hope Mausoleum umgebettet.
Caldwell, auf den Jane Placides Grabschmuck zurückgeht, bekam später mit einer Margaret Abrams drei Kinder, von denen er Jahre später die überlebenden zwei Söhne adoptierte. Verheiratet war er zeitweise mit Josephine Rowe, der Tochter einer seiner Hauptdarstellerinnen. Zehn Jahre älter als seine Schwiegermutter, überlebte er seine Ehefrau um mehrere Jahre. Nach seinem Tod im Jahr 1863 wurde sein Leichnam von New York nach New Orleans gebracht, wo er auf dem Cypress Grove Cemetery bestattet ist.